# Неумоино (Владимирская область)
Неумоино — упразднённая деревня в Александровском районе Владимирской области России.

## География
Урочище находится в северо-западной части области, в зоне хвойно-широколиственных лесов, при автодороге 17Н-12, на расстоянии примерно 11 километров (по прямой) к северо-западу от города Александрова, административного центра района. Абсолютная высота — 211 метров над уровнем моря.

### Климат
Климат характеризуется как умеренно континентальный, с умеренно тёплым летом, холодной зимой, короткой весной и облачной, часто дождливой осенью. Среднегодовая температура воздуха — +3,4 °C. Годовое количество атмосферных осадков — 549 миллиметров, из которых большая часть выпадает в тёплый период.

## История
В «Списке населенных мест Владимирской губернии по сведениям 1859 года» населённый пункт упомянут как владельческая деревня Неумойко Александровского уезда, расположенная при прудах, в 12 верстах от уездного города. В деревне насчитывалось 38 дворов и проживало 346 человек (170 мужчин и 176 женщин).
По состоянию на 1905 год, в Неумоине имелось 40 дворов и проживало 218 человек. В административном отношении деревня входила в состав Тирибревской волости.
В советское время входила в состав Краснопламенского сельсовета Александровского района. Упразднена решением облисполкома № 382 от 15 апреля 1981 года как фактически не существующая.